# Damien Castera
 (septembre 2024).
Pour les articles homonymes, voir Castera.
Damien Castera, né le 11 décembre 1983 à Bayonne, est un surfeur professionnel, réalisateur de films documentaires et écrivain français. Son film Water get no enemy co-réalisé avec Arthur Bourbon reçoit de nombreuses palmes d'or sur les festivals de films documentaires. Entre mars 2022 et février 2024, il entreprend trois voyages successifs en Ukraine. Ses récits sont publiés dans la collection Blanche de Gallimard sous le nom La liberté ne meurt jamais. Un film documentaire de 52 minutes portant le même nom est diffusé sur La Chaîne parlementaire.
Damien est membre de la société des explorateurs français depuis 2018.

## Biographie
Enfant, il passe ses étés à camper avec son frère et ses parents sur les côtes sauvages de Galice. Initié par son père à l'apnée et à la plongée sous-marine, Damien Castera découvre les fonds marins et l'équilibre fragile des écosystèmes.
Il débute le surf à 11 ans, sur les plages d'Anglet.
En 2003, il participe à ses premières compétitions de longboard.
En 2009, il devient vice champion de France sur le spot de Lacanau.
En 2011, il remporte la coupe d'Europe organisée à Vieux Boucau et se hisse au 5ème rang mondial aux championnats du monde de Levanto après avoir éliminé le numéro un du classement, l'hawaïen Duane DeSoto (en).
A la suite de cet évènement, il met un terme à sa carrière de compétiteur pour se consacrer au voyage d’aventure. Il réalise les années suivantes plusieurs expéditions à travers le monde : Alaska, Namibie, Papouasie-Nouvelle-Guinée, Liberia.
De 2015 à 2018, il réalise les expéditions Odisea avec le snowboardeur Mathieu Crepel.
De 2020 à 2021, il navigue sur Nomade des mers avec l'aventurier des low techs Corentin de Chatelperron. Il réalisera avec Pierre Frechou le film Wave of Change.
En 2022, il prend la route de l’Ukraine au volant de son fourgon aménagé pour acheminer du matériel médical à la frontière. Il traversera ensuite le pays jusqu'à Kharkiv pour documenter la situation sur place. Il écrira une série d'articles pour le Le Journal du dimanche et réalisera un film documentaire pour La Chaîne parlementaire.
Entre 2023 et 2024, il réalise diverses missions dans le Caucase pour couvrir le conflit qui oppose l'Arménie à l'Azerbaïdjan. Avec l'écrivain voyageur Cédric Gras, ils publieront une série d'articles dans les journaux Le Figaro et Le Point.

## Filmographie
- 2013 : Alaska  : Shaa Tléin, la grande montagne, Trek Tv, 52 min
- 2014 : Namibie : Lost in Namibia, 26 min, Youtube
- 2015 : Alaska : Odisea, l'Alaska au fil de l'eau, Ushuaia Tv, l'équipe Tv, Tv mont Blanc, 52 min
- 2016 : Patagonie : Odisea, des Andes au Pacifique : Ushuaia Tv / 52 min
- 2017 : Papouasie Nouvelle Guinée : Kaleleo, expédition surf en terre tribale / 52 min
- 2018 : France : Odisea, retour aux sources : Ushuaia Tv / 52 min
- 2019 : Liberia : Water get no enemy, 46 min, Amazon prime, Google play, Itunes
- 2019 : Norvège : Riding north, 5 min, Vimeo
- 2021 : Mexique : Wave of change, 42 min, Youtube
- 2022 : Ukraine : La liberté ne meurt jamais, 52 min, La chaîne parlementaire

## Publications
- La liberté ne meurt jamais, La Blanche Gallimard.
- Du flocon à la vague, Atlantica, mai 2019, 184 p. (ISBN 2758805642, EAN 9782758805649).
- « Notes de voyage en terres Tarahumaras », Revue des Deux Mondes,‎ 13 avril 2021 (lire en ligne [PDF]).

## Prix et distinctions
- Water get no enemy a reçu plusieurs prix en festival : 
  - Coup de cœur du Jury au festival international du film d'aventures de La Rochelle.
  - Palme d'or du festival international du film de surf de Londres.
  - Palme d'or du festival international du film de surf à Milan.
  - Palme d'or du festival international du film de surf d'Anglet.
  - Palme d'or au Maria Luisa memorial festival.
  - Prix Ushuaia au festival international du film d'aventure de Montpellier.
  - Coup de cœur du jury aux rendez-vous de l'aventure.
  - Palme d'or au Winter Film Festival 2021.
  - Palme d'argent du meilleur film documentaire et palme d'or de la meilleure bande son au Shaff Festival 2021.
  - Nommé au festival international de Monte-Carlo.